# Olesia Syriewa
Olesia Konstantinowna Syriewa (ros. Олеся Константиновна Сырева; ur. 25 listopada 1983 w Nowosybirsku) – rosyjska lekkoatletka specjalizująca się w biegach średnich oraz długich.
Międzynarodową karierę zaczynała od zdobycia dwóch brązowych medali – w biegach na 1500 i 3000 metrów – podczas mistrzostw świata juniorów w 2002. Kolejne sukcesy odniosła w 2005 kiedy to została wicemistrzynią Europy młodzieżowców oraz zdobyła złoto uniwersjady. Na halowym czempionacie globu w 2006 była piąta na 3000 metrów, a w 2011 na tym dystansie została halową wicemistrzynią Europy. Medalistka mistrzostw kraju i reprezentantka Rosji w pucharze Europy.

## Osiągnięcia
| Rok  | Impreza                                   | Miejsce        | Konkurencja         | Pozycja     | Wynik   |
| ---- | ----------------------------------------- | -------------- | ------------------- | ----------- | ------- |
| 2002 | Mistrzostwa świata juniorów               | Kingston       | bieg na 1500 m      | 3. miejsce  | 4:14,32 |
| 2002 | Mistrzostwa świata juniorów               | Kingston       | bieg na 3000 m      | 3. miejsce  | 9:16,58 |
| 2005 | Młodzieżowe mistrzostwa Europy            | Erfurt         | bieg na 1500 m      | 2. miejsce  | 4:16,23 |
| 2005 | Uniwersjada                               | Izmir          | bieg na 1500 m      | 1. miejsce  | 4:12,69 |
| 2006 | Halowe mistrzostwa świata                 | Moskwa         | bieg na 3000 m      | 5. miejsce  | 8:44,10 |
| 2006 | Mistrzostwa świata w biegach przełajowych | Fukuoka        | bieg krótki na 4 km | 23. miejsce | 13:25   |
| 2006 | Superliga pucharu Europy                  | Malaga         | bieg na 3000 m      | 2. miejsce  | 8:58,27 |
| 2006 | Mistrzostwa świata w biegach ulicznych    | Debreczyn      | bieg na 20 km       | 21. miejsce | 68:14   |
| 2008 | Mistrzostwa świata w półmaratonie         | Rio de Janeiro | półmaraton          | 18. miejsce | 74:08   |
| 2011 | Halowe mistrzostwa Europy                 | Paryż          | bieg na 3000 m      | 2. miejsce  | 8:56,69 |
| 2011 | Superliga drużynowych mistrzostw Europy   | Sztokholm      | bieg na 3000 m      | 1. miejsce  | 8:53,20 |
| 2011 | Mistrzostwa świata                        | Daegu          | bieg na 1500 m      | półfinał    | 4:09,83 |

## Rekordy życiowe
- Bieg na 3000 metrów (hala) – 8:29,00 (2006)